# Konstytucja 3 maja

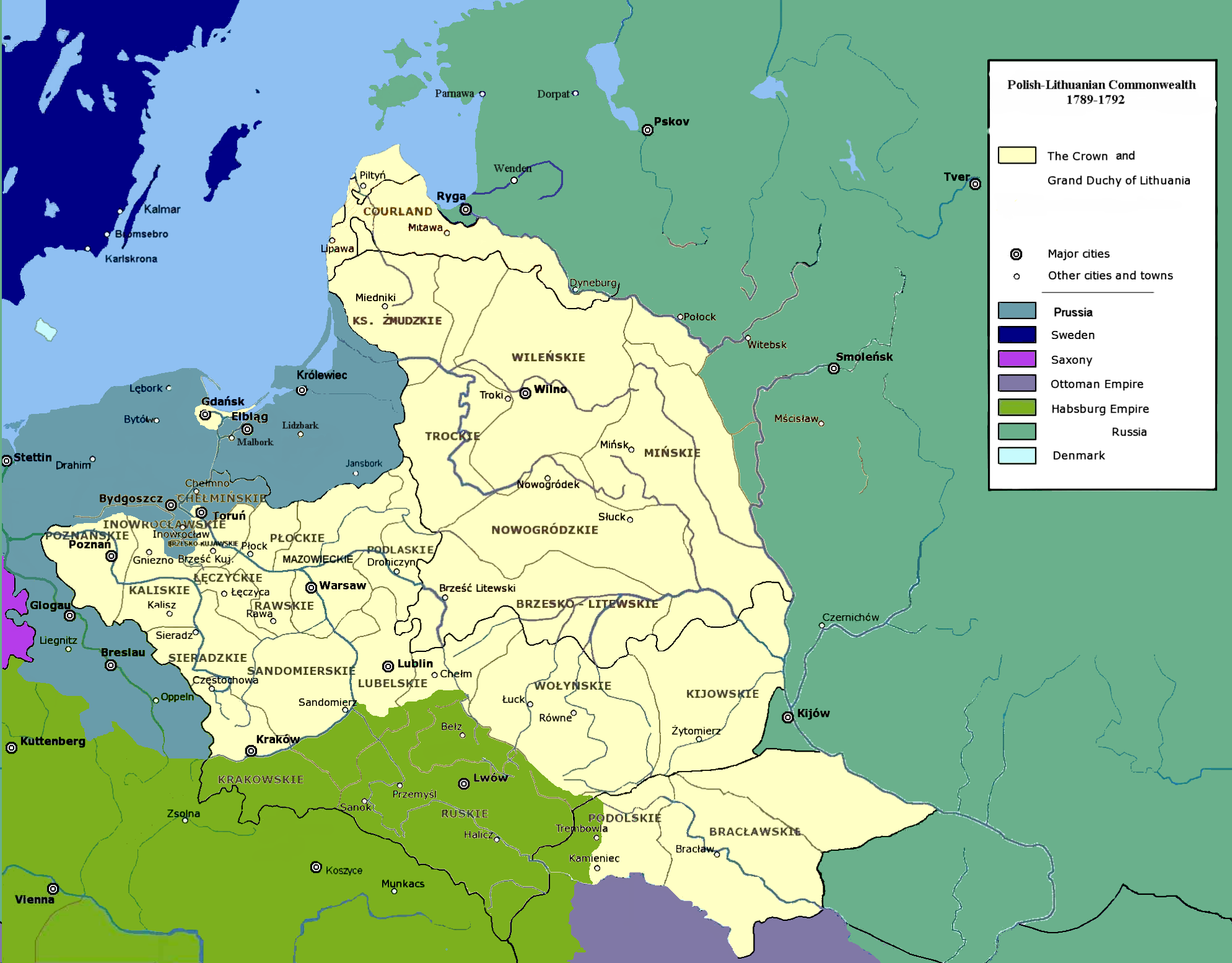
Rzeczpospolita w latach 1789–1792, po zrzuceniu protektoratu Rosji

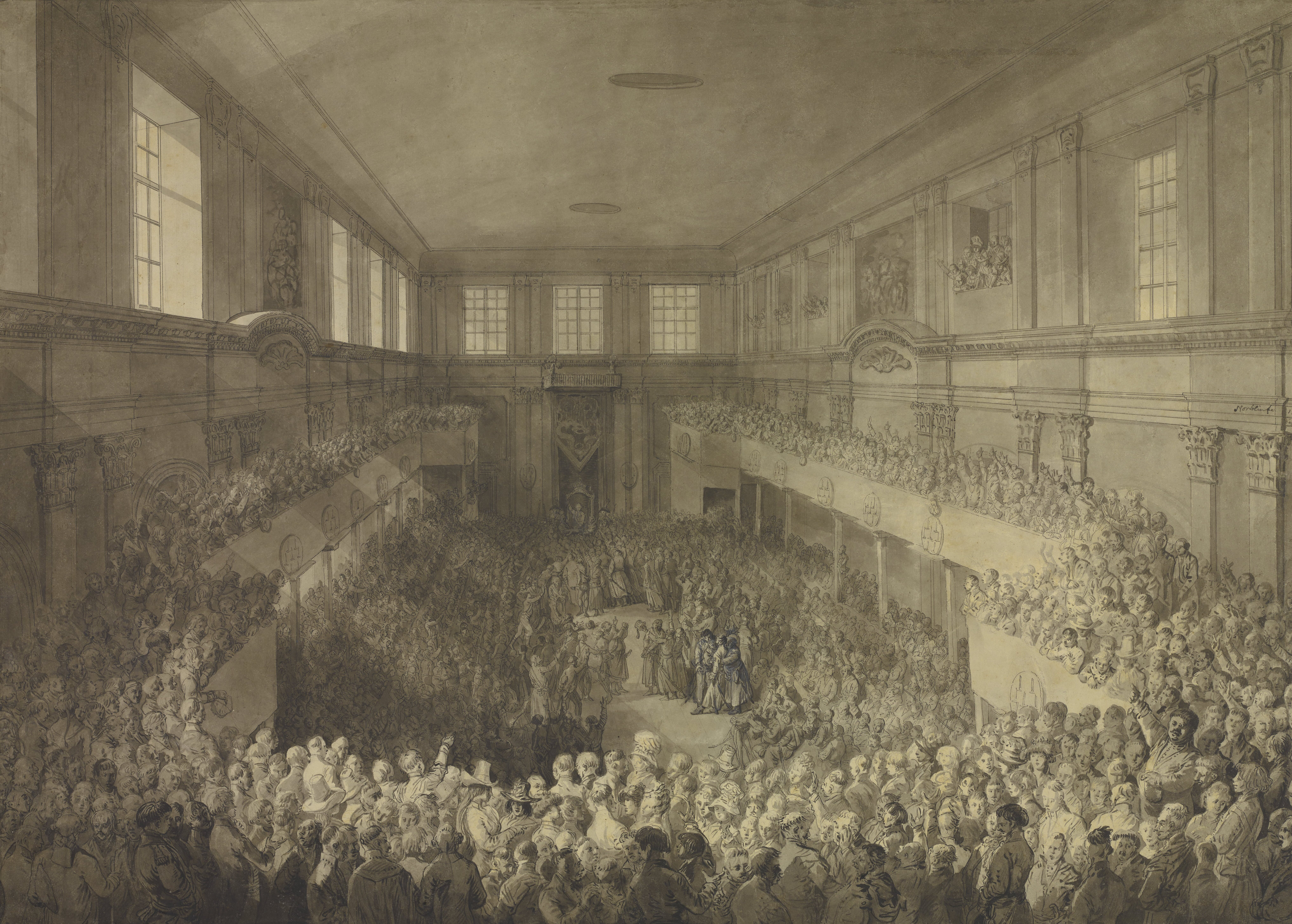
Jan Piotr Norblin, Zaprzysiężenie Konstytucji 3 maja, 1791

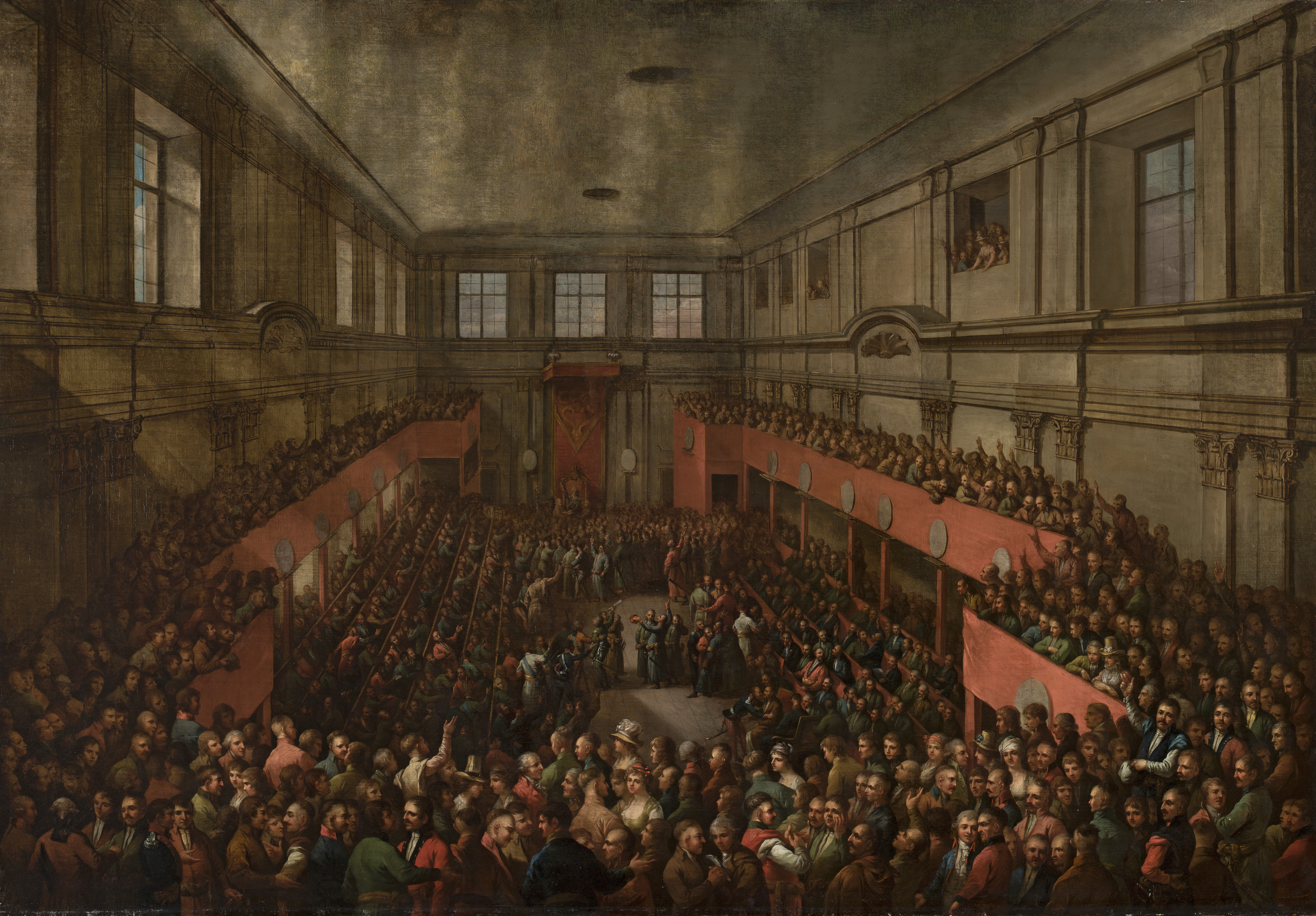
Kazimierz Wojniakowski, Uchwalenie Konstytucji 3 maja, 1806

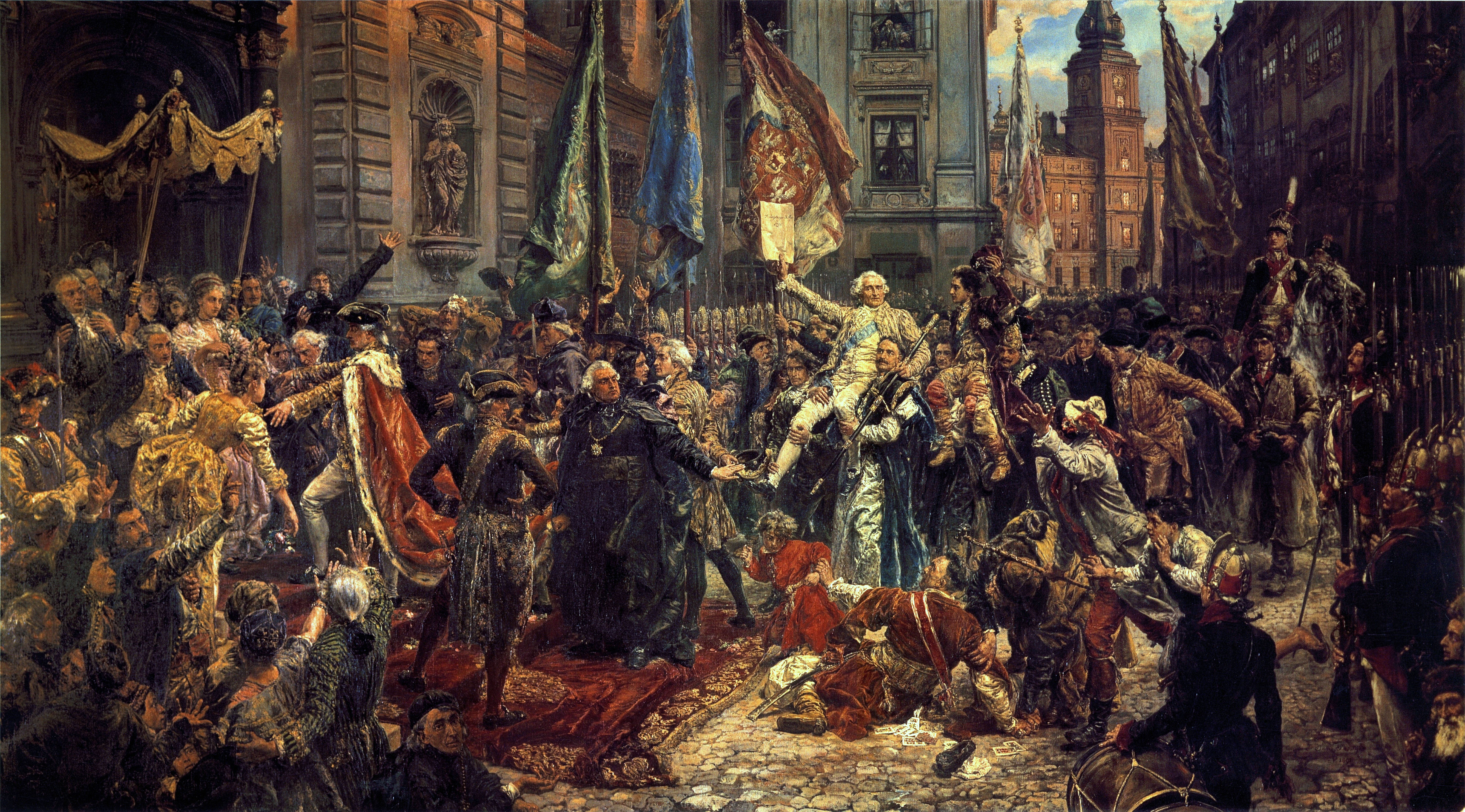
Jan Matejko, Konstytucja 3 Maja 1791 roku, 1891

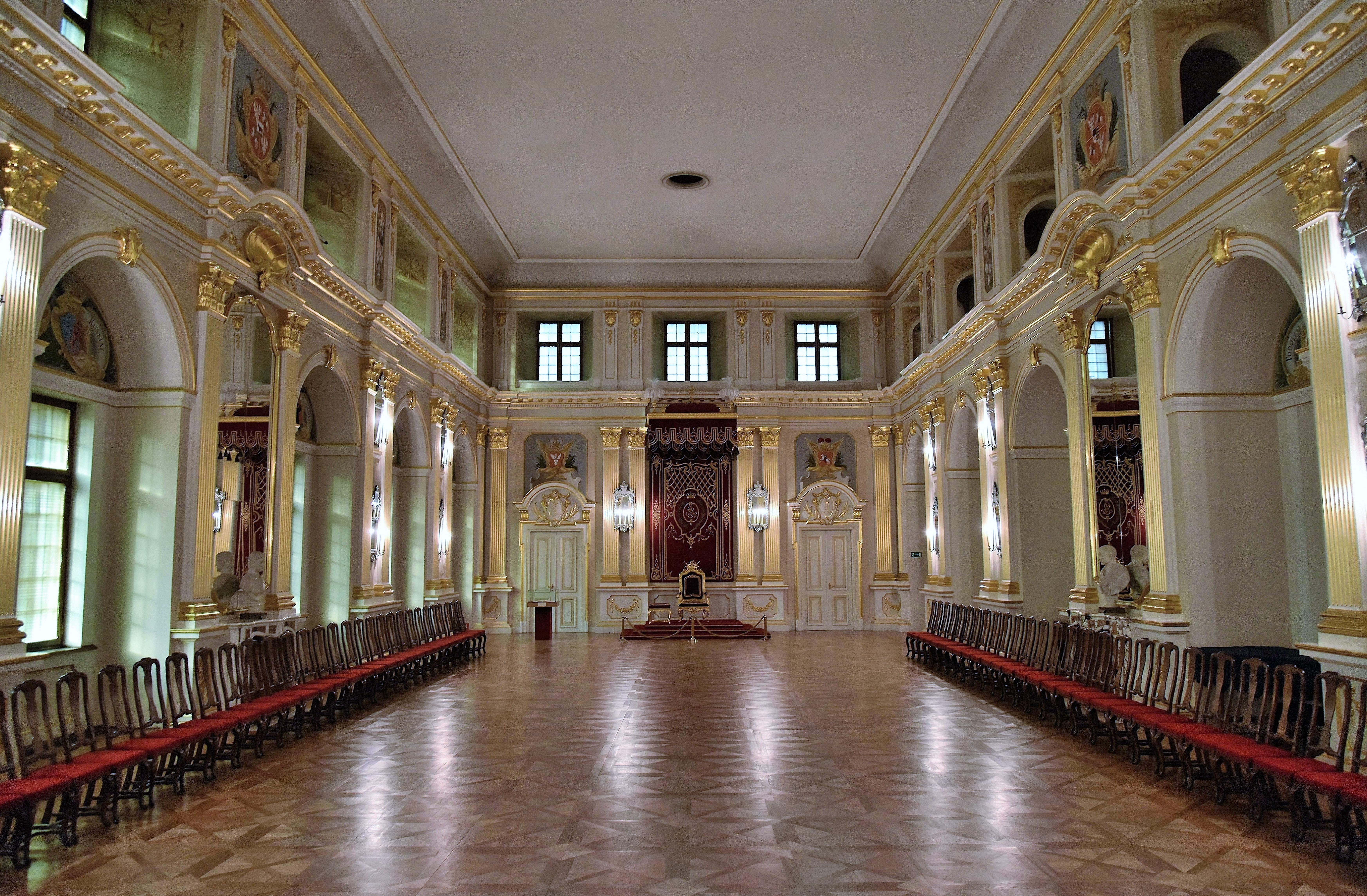
Zamek Królewski w Warszawie, Sala Senatorska (2016)

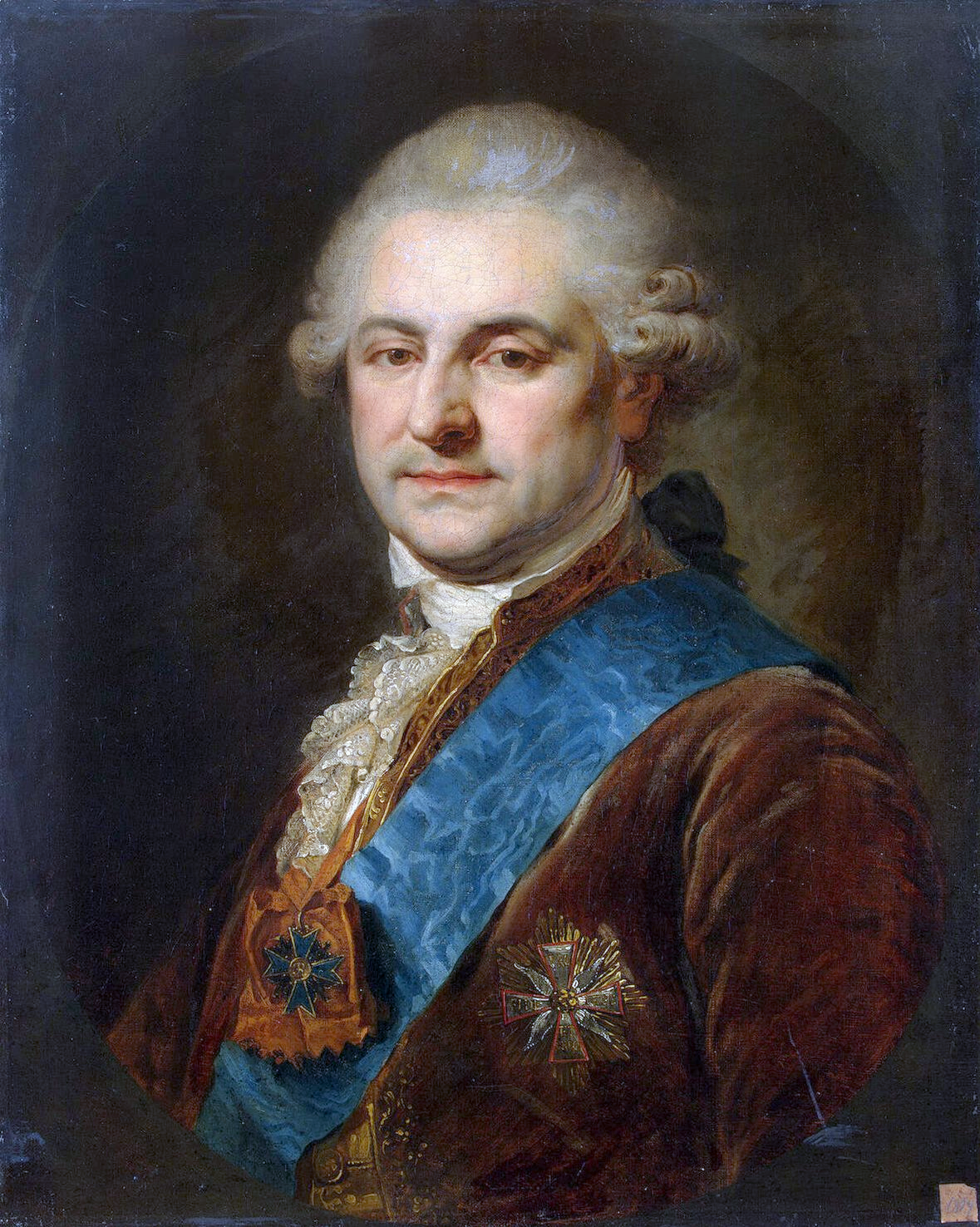
Król Stanisław August Poniatowski, jeden z autorów Konstytucji 3 maja

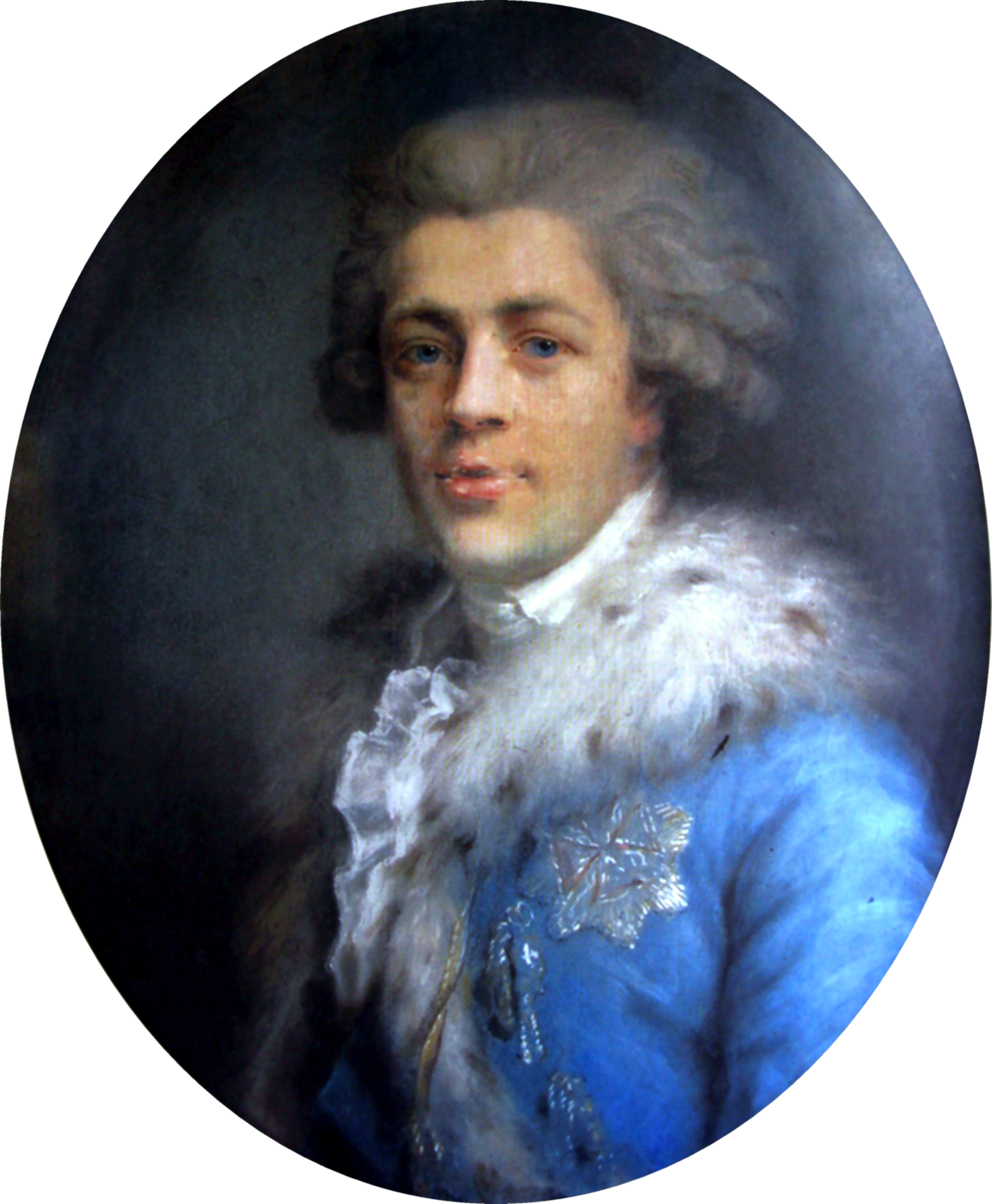
Ignacy Potocki, wniósł wielki wkład w redakcję ostatecznego kształtu Konstytucji 3 maja

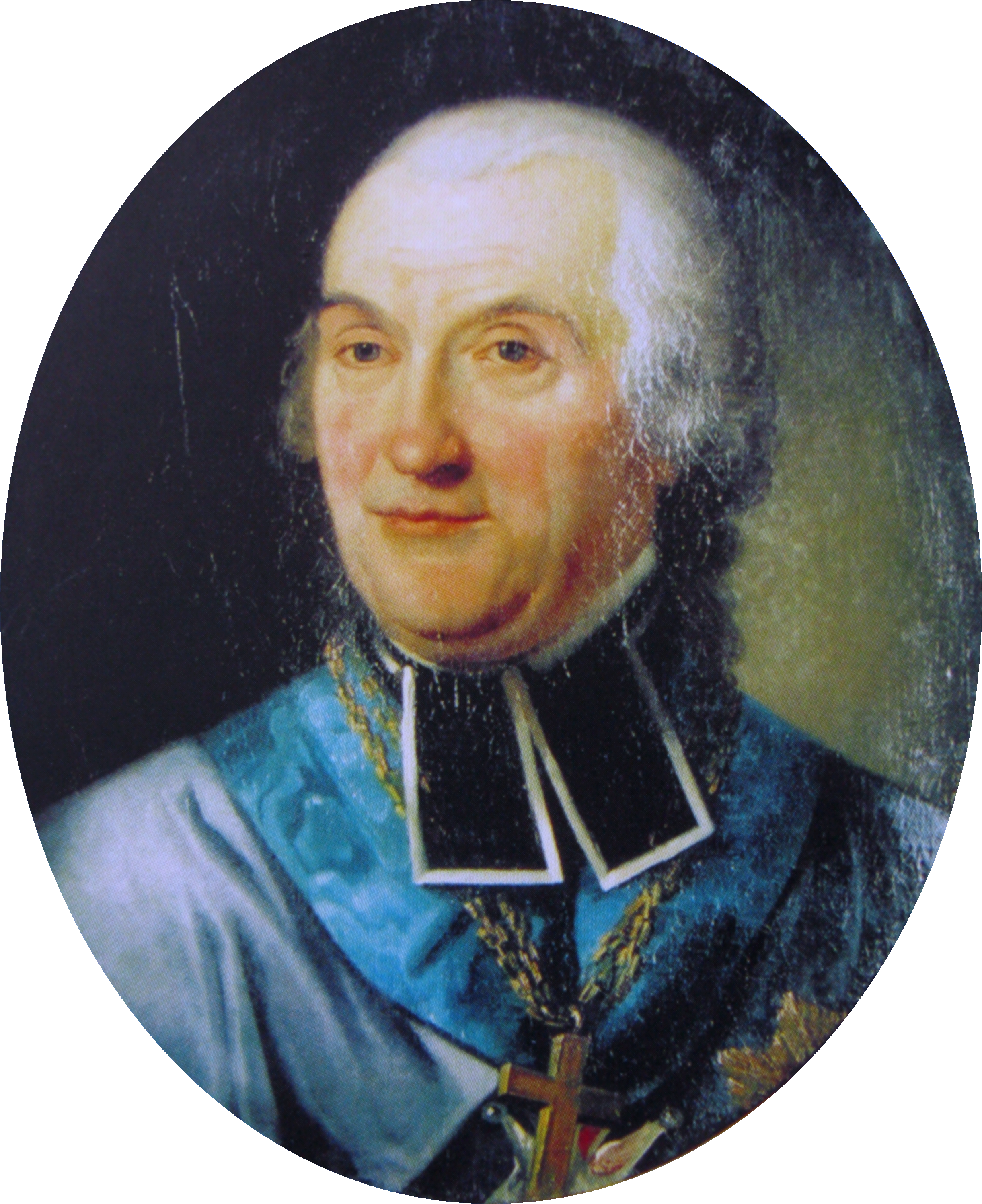
Adam Stanisław Krasiński (biskup kamieniecki), jeden z twórców Konstytucji 3 maja

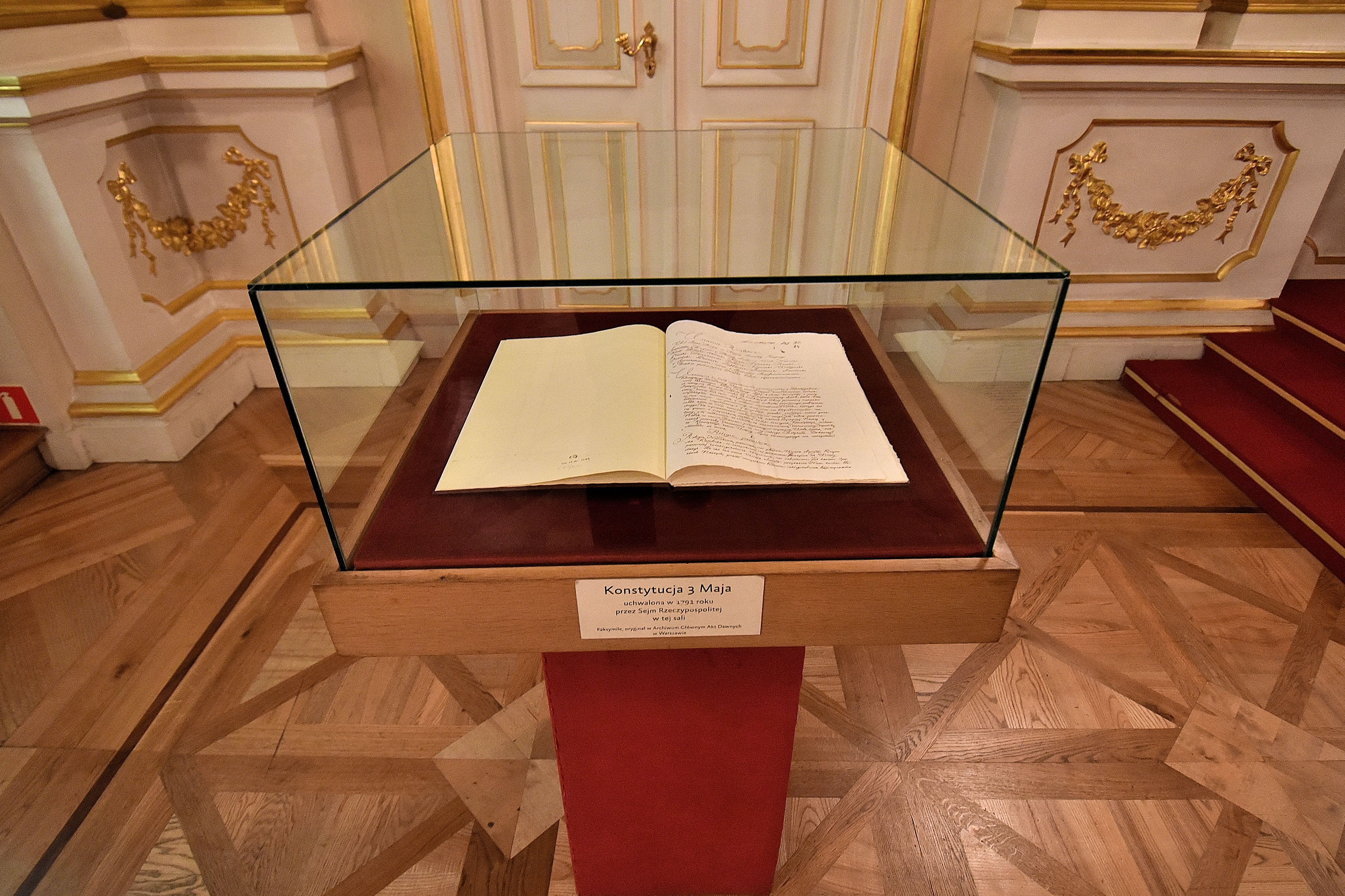
Kopia Konstytucji 3 maja eksponowana w Sali Senatorskiej

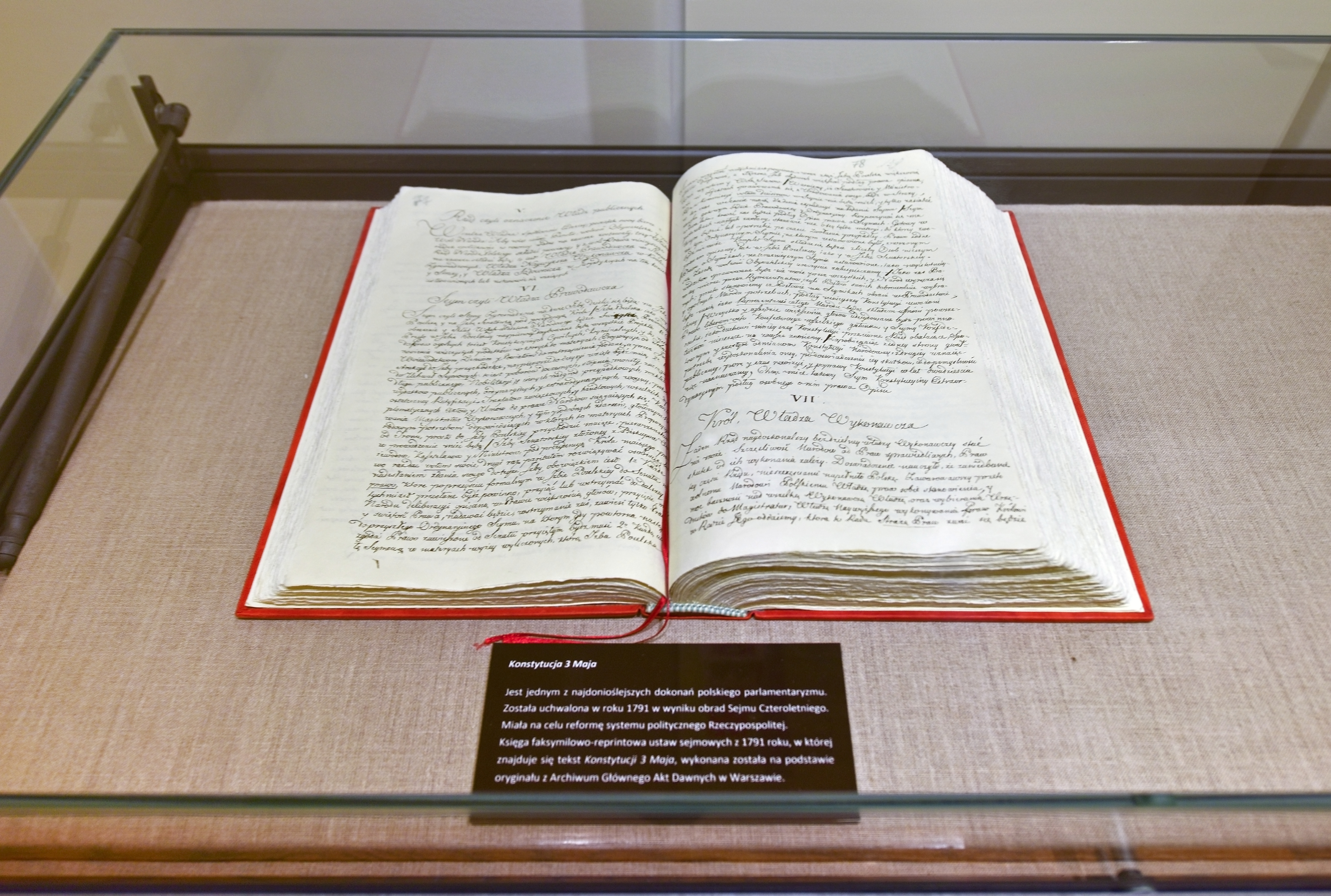
Eksponowana w Pałacu Prezydenckim w Warszawie księga faksymilowo-reprintowa ustaw sejmowych z 1791 wykonana na podstawie oryginału z Archiwum Głównego Akt Dawnych, otwarta na jednej ze stron Konstytucji 3 maja

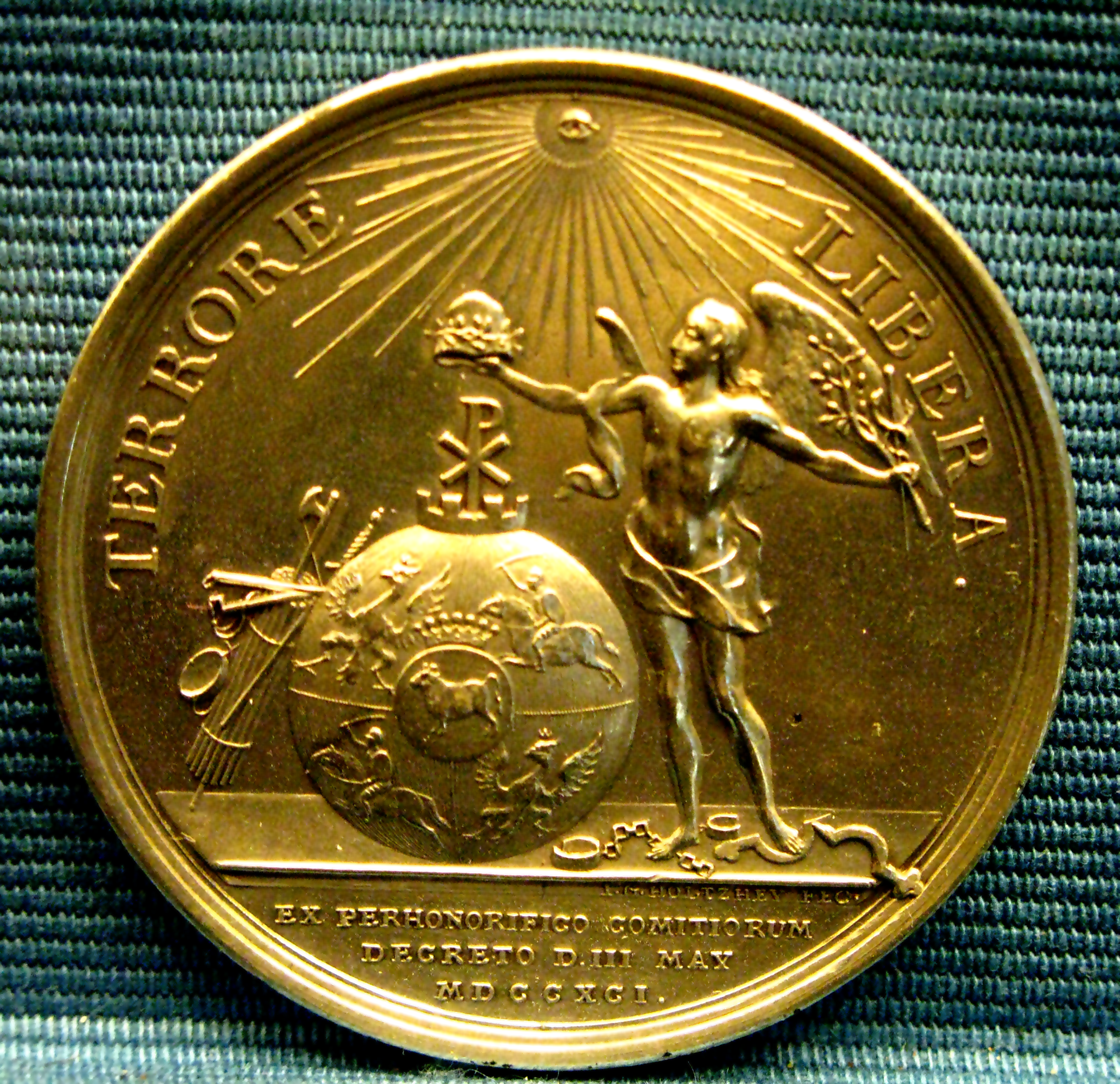
Medal wybity w 1791 z okazji uchwalenia Konstytucji 3 maja

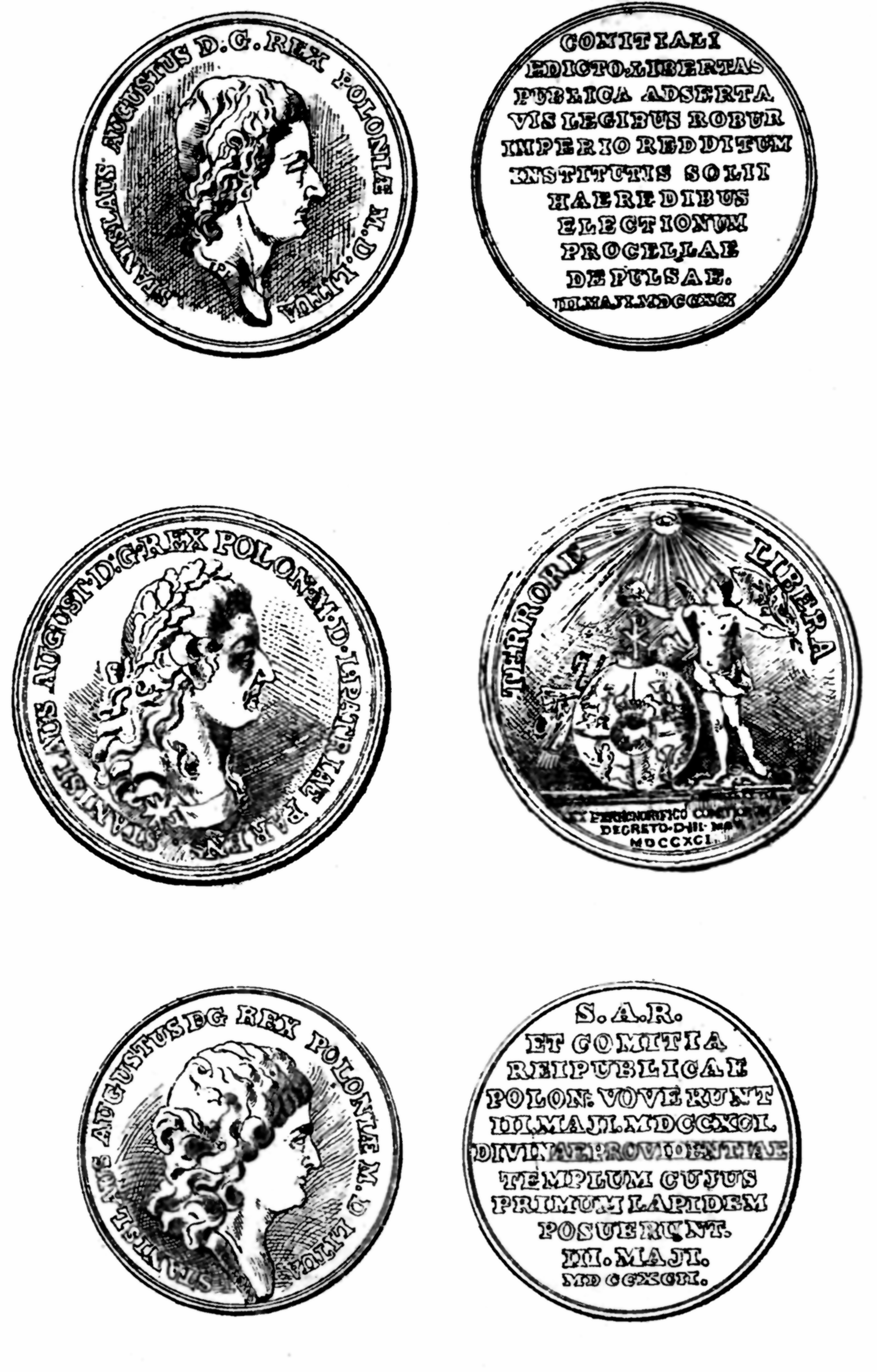
Medale wybite z okazji uchwalenia Konstytucji 3 maja

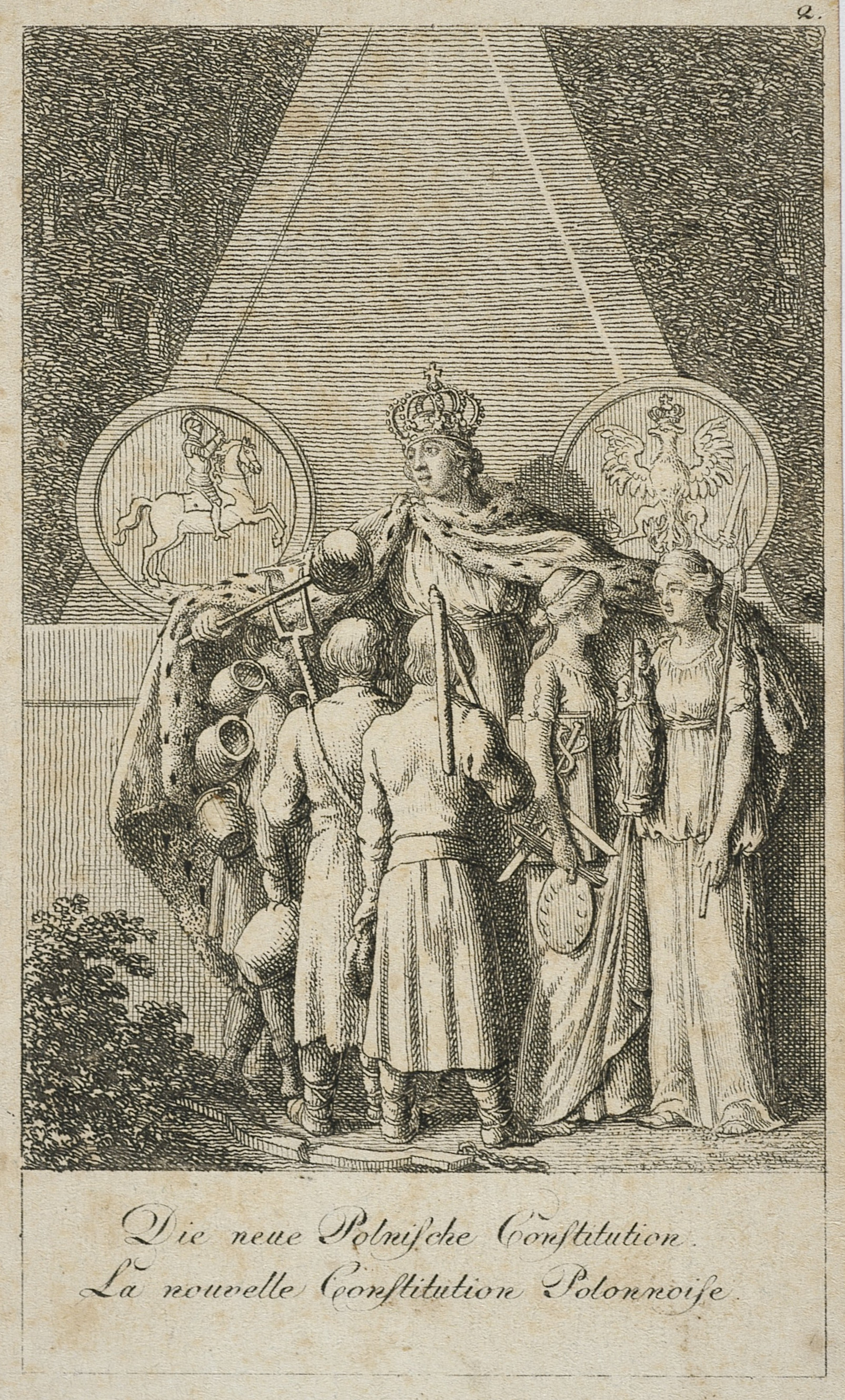
Nowa konstytucja polska, grafika Daniela Chodowieckiego

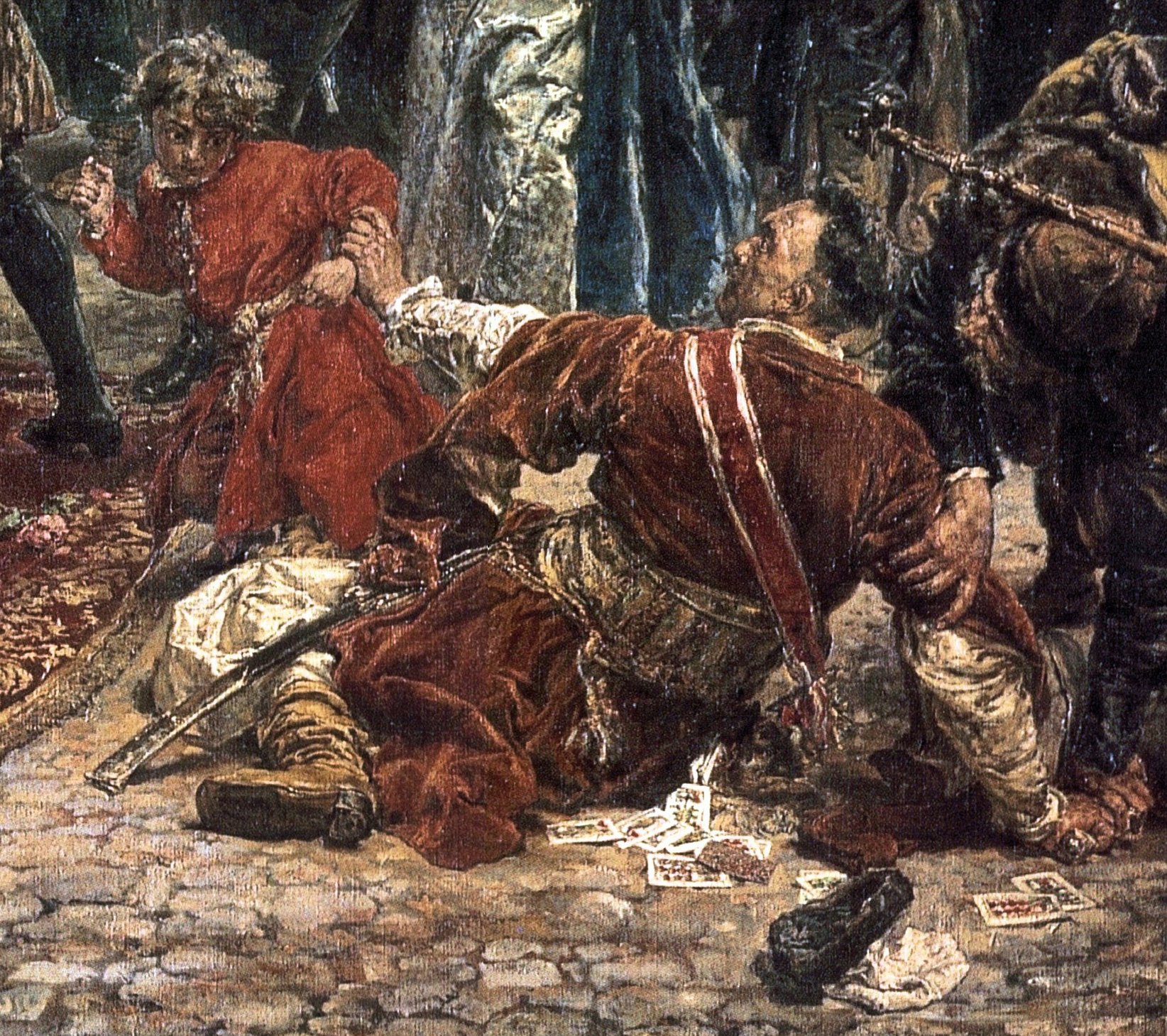
Jan Suchorzewski na obrazie Jana Matejki Konstytucja 3 maja.

Konstytucja 3 maja, właśc. Ustawa Rządowa z dnia 3 maja – uchwalona 3 maja 1791 roku ustawa regulująca ustrój prawny monarchii dziedzicznej Rzeczypospolitej Obojga Narodów. Powszechnie przyjmuje się, że Konstytucja 3 maja była pierwszą w Europie i drugą na świecie (po konstytucji amerykańskiej z 1787 r.) spisaną konstytucją.
Uchwalona przez króla Stanisława Augusta Poniatowskiego wraz ze stanami skonfederowanymi w liczbie podwójnej naród Polski reprezentującymi. Została zaprojektowana w celu zlikwidowania obecnych od dawna wad opartego na wolnej elekcji i demokracji szlacheckiej systemu politycznego Rzeczypospolitej Obojga Narodów. Konstytucja zmieniła ustrój państwa na monarchię dziedziczną, ograniczyła znacząco demokrację szlachecką, odbierając prawo głosu i decyzji w sprawach państwa szlachcie nieposiadającej ziemi (gołocie), wprowadziła częściowe zrównanie praw osobistych mieszczan i szlachty oraz stawiała chłopów pod ochroną państwa, w ten sposób łagodząc nadużycia pańszczyzny. Konstytucja formalnie zniosła liberum veto.
Przyjęcie monarchicznej Konstytucji 3 maja spowodowało opozycję republikanów oraz sprowokowało wrogość Imperium Rosyjskiego, które od 1768 roku było protektorem Rzeczypospolitej i gwarantem nienaruszalności jej ustroju. W wojnie w obronie konstytucji Polska, zdradzona przez swojego pruskiego sprzymierzeńca Fryderyka Wilhelma II, została pokonana przez wojska rosyjskie Katarzyny Wielkiej, wspierające konfederację targowicką – spisek części polskich magnatów przeciwnych zmianie ustroju Rzeczypospolitej. Po utracie niepodległości w 1795 roku przez 123 lata rozbiorów przypominała o walce o niepodległość.
Konstytucja przestała w praktyce obowiązywać (straciła znaczenie) 24 lipca 1792 roku (w momencie przystąpienia króla Stanisława Augusta Poniatowskiego do konfederacji targowickiej) – czyli po nieco ponad 14 miesiącach, w ciągu których Sejm Czteroletni uchwalił szereg ustaw szczegółowych, będących rozwinięciem jej postanowień. Przestała natomiast być obowiązującym aktem prawnym (została derogowana) 23 listopada 1793 roku. Sejm grodzieński uznał wtedy Sejm Czteroletni za niebyły i uchylił wszystkie ustanowione na nim akty prawne.
Głównym autorem tekstu Konstytucji 3 maja był król Stanisław August Poniatowski, istotny wkład w jej spisanie mieli też Ignacy Potocki, Hugo Kołłątaj oraz sekretarz królewski Scipione Piattoli. Według Ignacego Potockiego i Hugo Kołłątaja Konstytucja 3 maja była „ostatnią wolą i testamentem gasnącej Ojczyzny”.

## Historia

### Spisanie i przyjęcie Konstytucji

#### Projekty zmian ustroju Rzeczypospolitej
Wydarzenia na świecie stworzyły atmosferę sprzyjającą reformatorom. Sąsiedzi Polski byli zaangażowani w wojny (w szczególności z Imperium Osmańskim) i w rozwiązywanie wewnętrznych konfliktów. Największe możliwości reform otworzył Sejm Czteroletni obradujący w latach 1788–1792. 7 września 1789 sejm wyłonił Deputację do Formy Rządu, kierowaną przez biskupa kamienieckiego Adama Stanisława Krasińskiego, do zadań której należało opracowanie projektu zmiany ustroju Rzeczypospolitej. 17 grudnia 1789 do sejmu wniesiono zaaprobowany przez deputację tekst marszałka nadwornego litewskiego Ignacego Potockiego pt. Zasady do formy rządu. Projekt ten, zgodny z duchem republikańskim, zakładał podporządkowanie rządu sejmowi, a sejmu sejmikom, przy zachowaniu wybieralności wszystkich urzędników państwowych, od króla począwszy.
W czerwcu i lipcu 1790 Ignacy Potocki opracował liczący 658 artykułów Projekt do formy rządów, złożony do sejmu 2 sierpnia 1790, który stanowił szersze wyłożenie jego koncepcji republikańskich. Projekt ten, zakładający nikłą władzę monarchy, spotkał się ze sprzeciwem Stanisława Augusta. Od roku 1790 sejm przyjął formę sejmu skonfederowanego. Skonfederowany sejm stanowił kontynuację konfederacji sejmowej zawiązanej już 7 października 1788. W wyniku podniesienia bezpieczeństwa kraju dzięki zawiązaniu 29 marca 1790 roku sojuszu zaczepno-odpornego z Prusami, król Stanisław August zaczął sprzyjać Stronnictwu Patriotycznemu. Przystąpienie króla do sojuszu polsko-pruskiego zainicjowało przełom polityczny w obradach sejmowych wyrażający się we współdziałaniu Stanisława Augusta z patriotyczną większością sejmową. 4 grudnia 1790 Ignacy Potocki w rozmowie ze Stanisławem Augustem ustalił, że król przejmie inicjatywę w pracach nad kształtem nowej konstytucji, a projekt ten przygotowany w tajemnicy, zostanie w całości przedstawiony do zatwierdzenia sejmowi. Władca podyktował główne założenia nowej ustawy zasadniczej swojemu sekretarzowi Scipione Piattoliemu, który na ich podstawie naszkicował kolejne dwie wersje przyszłej konstytucji. Po konsultacji tych tekstów z Ignacym Potockim król podyktował swojemu współpracownikowi Aleksandrowi Linowskiemu projekt zatytułowany Reforma konstytucji, który z kolei konsultowany ze Stanisławem Małachowskim, Hugonem Kołłątajem i Ignacym Potockim legł u podstaw następnego projektu Prawa konstytucyjne, opatrzonego datą 25 marca 1791. Tekst ten sporządzony przez Hugona Kołłątaja był już bardzo zbliżony do ostatecznej redakcji Konstytucji 3 maja.
Kołłątaj był też ostatecznym redaktorem tekstu Ustawy Zasadniczej.
Wstępny projekt nowej konstytucji został przygotowany przez króla z udziałem między innymi Stanisława Małachowskiego, Ignacego Potockiego, Hugona Kołłątaja oraz osobistego sekretarza króla Scipione Piattoliego.

#### Konstytucja 3 maja jako kompromis szlachecko-królewski
Konstytucyjny kompromis szlachecko-królewski łączył szlacheckie wyobrażenia o rzeczywistej demokracji szlacheckiej z królewskim programem monarchii konstytucyjnej. Został zapoczątkowany w połowie 1790 r. po przystąpieniu Stanisława Augusta do sojuszu polsko-pruskiego i ostatecznie wykształcony w ciągu września tegoż roku. Rosnąca orientacja szlachty na króla sprzyjała ostrożnej jej otwartości na program monarchy. Natomiast inicjatywy elity szlacheckiej na rzecz upodobnienia ustrojowego Rzeczypospolitej do czołowych wolnych państw ówczesnego świata, powodowały, iż obradujący Sejm wykazywał szereg zbieżności z królewskim projektem konstytucyjnym. O uformowaniu ostatecznej wersji kompromisu zadecydował ciąg wydarzeń politycznych z przełomu 1790 i 1791 r. Przedłużenie konfederacji sejmowej w końcu 1790 r. połączone z nowymi wyborami podwoiło skład poselski. Odnowiona konfederacja sejmowa, wykorzystując przewagę liczebną, odwołała się w początkach stycznia 1791 r. do zaburzeń parlamentarnych i groźby separatyzmu sejmowego, wymuszając kompromis. Przewidywał on akceptację projektu królewskiego przez Sejm w zamian za przyznane szlachcie gwarancje wnoszenia uzupełnień do uchwalonej ustawy w przyszłości. Droga do przyjęcia Ustawy Rządowej została otwarta. Pokonstytucyjne inicjatywy szlacheckie na rzecz wyraźnego wzmocnienia suwerenności Sejmu powodowały jednak, iż wykształcony przez Ustawę Rządową model ustrojowy monarchii konstytucyjnej nabierał cech monarchii konstytucyjno-parlamentarnej.

#### Przyjęcie konstytucji
Zwolennicy Konstytucji, w obawie przed groźbą użycia siły przez stronnictwo moskiewskie, przyśpieszyli termin obrad nad dokumentem o dwa dni (planowanym terminem był 5 maja 1791), korzystając z faktu, że główni oponenci nie powrócili jeszcze z wielkanocnej przerwy świątecznej. Nie ogłoszono daty rozpoczęcia sesji, tylko imiennie wezwano zwolenników reformy na posiedzenie 3 maja.
Wieczorem 2 maja odbyło się w Pałacu Radziwiłłowskim zebranie, na którym odczytano projekt konstytucji. W nocy z 2 na 3 maja w domu marszałka Małachowskiego podpisano „Assekuracyę” o treści W szczerej chęci ratunku ojczyzny, w okropnych na Rzeczpospolitą okolicznościach, projekt pod tytułem Ustawa Rządu w ręku j. w. marszałka sejmowego i konfederacji koronnej złożony do jak najdzielniejszego popierania przyjmujemy, zaręczając to nasze przedsięwzięcie hasłem miłości ojczyzny i słowem honoru, co dla większej wiary podpisami naszymi stwierdzamy. Podpisy złożył Małachowski oraz 83 senatorów i posłów.
Obrady sejmowe i przyjęcie Konstytucji odbyły się w warunkach zamachu stanu. Miejsce obrad, Zamek Królewski w Warszawie, było strzeżone przez Gwardię Królewską i oddziały wojskowe pod dowództwem księcia Józefa Poniatowskiego, który wraz z grupą oficerów znalazł się w izbie zamkowej w pobliżu tronu.
Na Zamek przybyło 182 posłów i senatorów (na ogólną liczbę ok. 500), z których 72 było przeciwnikami projektu Konstytucji.
Projekt uchwalenia nowej ustawy wywołał żywe protesty opozycji sejmowej. Poseł kaliski Jan Suchorzewski wyciągnął na środek sali swojego kilkuletniego syna, wołając: Zabiję własne dziecię, aby nie dożyło niewoli, którą ten projekt krajowi gotuje (w kilka miesięcy później opowiadał w Wiedniu, że był „bity i deptany” przez członków stronnictwa patriotycznego). Wojewoda mazowiecki Antoni Małachowski, kasztelan wojnicki Piotr Ożarowski, posłowie poznański Franciszek Mielżyński i podolski Antoni Złotnicki podkreślali obowiązek deliberacji nad każdym projektem, sprzeczność artykułu o sukcesji tronu z obowiązującymi pacta conventa, przywoływali też negatywny stosunek do sukcesji tronu wynikający z wielu instrukcji sejmikowych. Zwolennicy projektu podkreślali zagrożenia zewnętrzne, wskazywali na fatalne skutki zachowania poprzedniego ustroju Rzeczypospolitej.
Konstytucja została uchwalona przez połączone stany w Sali Senatorskiej. O jej przyjęciu bez czytania przesądził przypadek. Poseł inflancki Michał Zabiełło wezwał do przyjęcia konstytucji, a króla do jej zaprzysiężenia. Władca podniósł rękę na znak, że chce przemówić, co zwolennicy konstytucji poczytali za gotowość Stanisława Augusta do złożenia przysięgi. Król złożył przysięgę na ręce biskupa krakowskiego Feliksa Pawła Turskiego, następnie wezwał zebranych do przejścia do kolegiaty św. Jana na nabożeństwo dziękczynne.
Konstytucja została przyjęta większością głosów, co zostało owacyjnie przyjęte przez zgromadzoną publiczność i tłum zgromadzony przed zamkiem. Protest przeciwko uchwaleniu ustawy zasadniczej podpisało 28 osób, jednak niektórzy wycofali później swoje podpisy.
7 maja marszałkowie sejmowi wydali uniwersał ogłaszający uchwalenie konstytucji. Głosił on m.in.:  Ojczyzna nasza już jest ocalona. Swobody nasze zabezpieczone. Jesteśmy odtąd narodem wolnym i niepodległym. Opadły pęta niewoli i nierządu.
Rozpoczynające swoje zjazdy 14 lutego 1792 sejmiki ziemskie zaakceptowały Konstytucję. 9 sejmików (wszystkie w Koronie) nie odniosło się do niej w żadnej formie, a 13 ograniczyło się do złożenia podziękowań. 37 sejmików (z czego 27 litewskich) zaprzysięgło Ustawę Rządową, a 19 sejmików (głównie koronnych) dokonało mniej znaczącego zaręczenia dokumentu. Sprzeciwu wobec Konstytucji nie wyraził żaden sejmik.

### Sygnatariusze
- Stanisław Małachowski, referendarz wielki koronny, sejmowy i konfederacji prowincji koronnych marszałek
- Kazimierz Nestor Sapieha, generał artylerii litewskiej, marszałek konfederacji Wielkiego Księstwa Litewskiego
- Józef Kazimierz Kossakowski, biskup inflancki i kurlandzki, następca koadiutor biskupstwa wileńskiego, jako deputowany
- Antoni Barnaba Jabłonowski, kasztelan krakowski, deputat z Senatu Małej Polski
- Szymon Kazimierz Szydłowski, kasztelan żarnowski, deputowany z Senatu prowincji małopolskiej
- Franciszek Antoni Kwilecki, kasztelan kaliski, deputowany do konstytucji z Senatu z prowincji wielkopolskiej
- Kazimierz Konstanty Plater, kasztelan generała trockiego, deputowany do konstytucji z Senatu Wielkiego Księstwa Litewskiego
- Walerian Stroynowski, podkomorzy buski, poseł wołyński, z Małopolski deputat do konstytucji
- Stanisław Kostka Potocki, poseł lubelski, deputowany do konstytucji z prowincji małopolskiej
- Jan Nepomucen Zboiński, poseł ziemi dobrzyńskiej, deputowany do konstytucji z prowincji wielkopolskiej
- Tomasz Nowowiejski, łowczy i poseł ziemi wyszogrodzkiej, deputowany do konstytucji
- Józef Radzicki, podkomorzy i poseł ziemi zakroczymskiej, deputowany do konstytucji z prowincji wielkopolskiej
- Józef Zabiełło, poseł z Księstwa Żmudzkiego, deputowany do konstytucji
- Jacek Antoni Puttkamer, poseł województwa mińskiego, deputowany do konstytucji z prowincji Wielkiego Księstwa Litewskiego

### Opozycja wobec konstytucji
W odczuciu wielu, Sejm, przyjmując Konstytucję 3 maja, sprzeniewierzył się swojemu podstawowemu obowiązkowi, jakim była obrona wolności przed królewskimi usiłowaniami jej ograniczenia.
Zwolennicy Konstytucji 3 maja uznawali, że państwo i jego byt niepodległy są dobrem nadrzędnym, od którego zależy także istnienie wolności obywateli. Dla zwolenników dawnego rządu republikańskiego tzw. malkontentów nadrzędnym dobrem była wolność, której nie warto było poświęcać dla wzmocnienia państwa. Malkontenci podawali się za ofiary spisku monarchicznego, który odebrał szlachcie wolność. Anonimowy autor Zastanowienia się nad Konstytucją polską pisał: Polsko już nie jesteś Polską, bo nie jesteś wolną. Zrównywano przy tym despotyzm rodzimy i obcy. Seweryn Rzewuski pisał do króla: kajdany nasze są zawsze kajdanami, a włożone ręką obcą lub domową równie ciężą. Zarzucano, że Sejm Czteroletni dokonał zdrady, sprzeniewierzając się aktowi konfederacji z 1788 roku, który gwarantował zachowanie najświątobliwsze rządu wolnego republikanckiego. Poseł Ignacy Chomiński ostrzegał: widzisz już, że sejm stał się panem twojej woli, a ty narodzie, nadawczą moc reprezentantom mając dotychczas, już ją utraciłeś. Oburzenie malkontentów wywołało przeniesienie przez Ustawę Rządową władzy prawodawczej z sejmików ziemskich na sejm oraz uznanie posłów za reprezentantów całego narodu. Krytykowano podjęcie decyzji ustrojowych bez konsultacji z sejmikami, które są tłumaczami woli narodu i zdania przychodzącego pod decyzją sejmową. Akcentowano, że sejmiki listopadowe nie zaakceptowały sukcesji tronu w Polsce, zarzucając, że Sejm przywłaszczył sobie władzę despotyczną. Pojawiały się pisma opisujące despotyzm wielkich zgromadzeń, porównujące rewolucję polską do rewolucji francuskiej.
Posłowie wołyńscy: Józef Klemens Czartoryski, Benedykt Hulewicz i Józef Piniński w manifeście przeciwko Konstytucji 3 Maja, narzekali nad odebraniem mocy wiążącej posłów laudom sejmikowym: naród nie w mieście Warszawie, lecz w całym kraju, a wola jego nie w reprezentantach, lecz w instrukcjach tychże przez województwa nadanych. Dyzma Bończa-Tomaszewski pisał z oburzeniem o uwolnieniu króla przez kilkadziesiąt posłów żadnej na to niemających ani mocy, ani instrukcji, od przysięgi, którą wykonał przed tysiącami na jego obranie zgromadzonej szlachty na pacta conventa. Malkontenci oceniali, że złamanie przez króla przysięgi, a zarazem praw kardynalnych oznaczało zerwanie umowy pomiędzy królem a narodem, pozwalało zakwestionować jego prawo do tronu.

### Obalenie konstytucji
Konstytucja obowiązywała przez rok, zanim została obalona przez armię rosyjską wraz z konfederacją targowicką w wyniku przegranej wojny polsko-rosyjskiej.
Zakończenie wojny z Turcją i Szwecją pozwoliło cesarzowej Katarzynie II na skoncentrowanie większej uwagi na Polsce. Ponieważ uważała ona Polskę za de facto protektorat Rosji, to przyjęcie konstytucji w jej oczach w znaczący sposób zagrażało wpływom Rosji w Polsce. Kontakty polskich reformatorów z francuskim rewolucyjnym Zgromadzeniem Narodowym były widziane przez sąsiadów Polski jako część większej konspiracji politycznej mającej za cel obalenie absolutnych monarchii. Pruski dyplomata Ewald Friedrich von Hertzberg wyraził obawy europejskich konserwatystów, mówiąc, że „przyjmując konstytucję Polacy zadali coup de grâce monarchii pruskiej”.

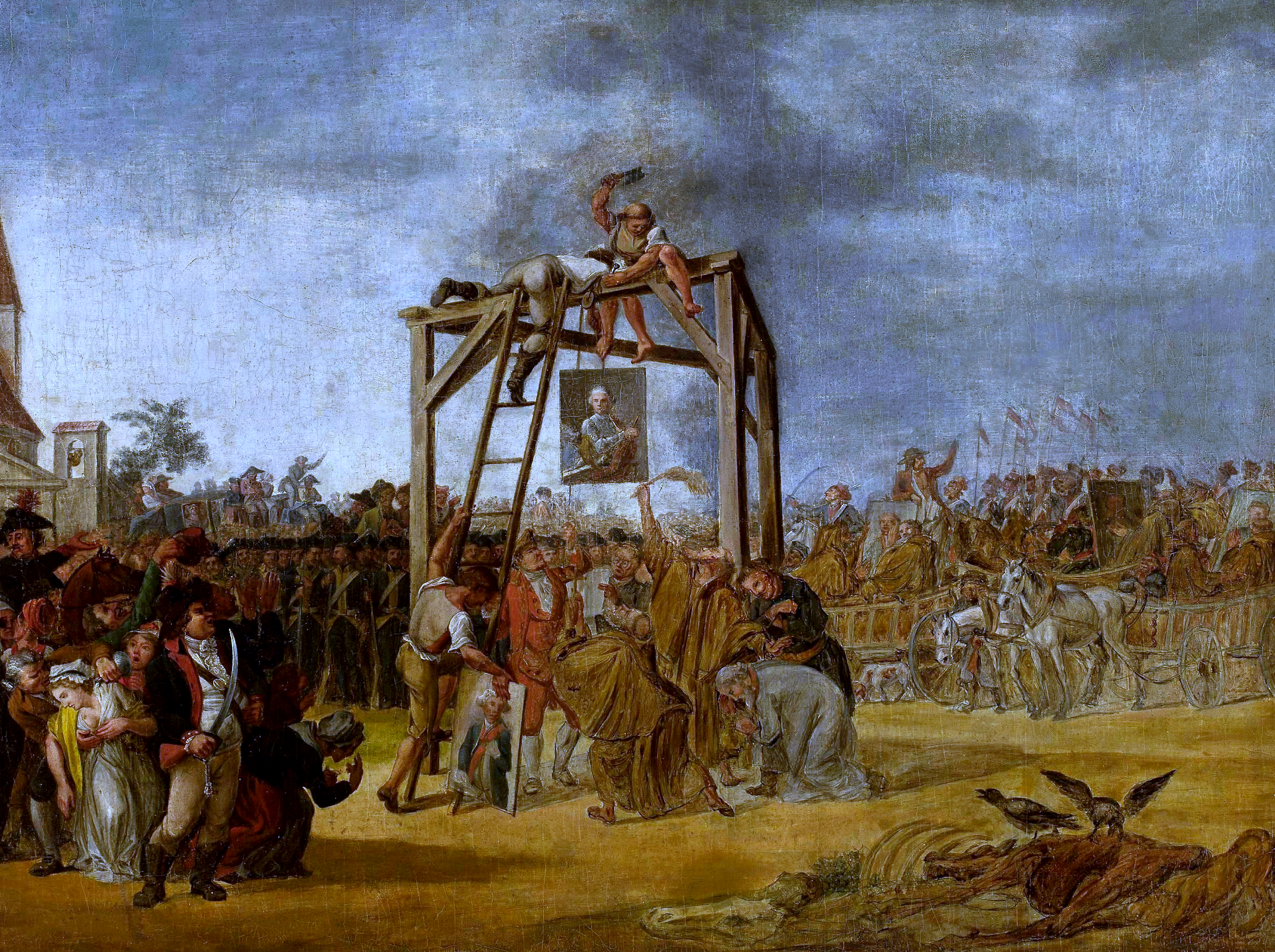
Obraz Jana Piotra Norblina Wieszanie zdrajców przedstawiający symboliczne wieszanie targowiczan in effigie

Grupa polskich magnatów, która od początku była przeciwna Konstytucji, do której należeli Szczęsny Potocki, Ksawery Branicki i Seweryn Rzewuski poprosiła cesarzową Katarzynę II o interwencję i przywrócenie im przywilejów, które zostały zniesione na mocy Konstytucji. Z jej wsparciem utworzyli konfederację targowicką i proklamowali oni odrzucenie Konstytucji za rozsiewanie „zarazków idei demokracji”. W odpowiedzi na ten akt zdrady Sejm przegłosował 27 stycznia 1792 roku ustawę odbierającą buławy hetmańskie Potockiemu i Rzewuskiemu.
Targowiczanie utrzymywali, że „Intencjami wprowadzenia armii Jej Wysokości Cesarzowej Rosji Katarzyny Wielkiej, sojuszniczki Rzeczypospolitej, są i zawsze były przywrócenie wolności Polakom i Rzeczypospolitej, a w szczególności zapewnienie wszystkim obywatelom bezpieczeństwa i szczęścia.”
18 maja 1792 roku poseł rosyjski Jakow Bułhakow wręczył ministrowi spraw zagranicznych Joachimowi Litaworowi Chreptowiczowi deklarację dworu petersburskiego, w której oskarżano Polskę o prześladowania prawosławnych i knowania z Portą osmańską. Tego samego dnia ponad 20 tysięcy konfederatów wkroczyło do Polski wraz z zaprawioną w bojach rosyjską piechotą w sile 97 tysięcy.
Król Polski i reformatorzy mogli wystawić 37-tysięczną armię, którą w dużej mierze stanowili niedoświadczeni rekruci. Polska armia pod rozkazami bratanka króla Józefa Poniatowskiego i Tadeusza Kościuszki pokonała Rosjan w kilku bitwach. Śmiertelny cios sprawie polskiej zadał jednak sam król: kiedy w lipcu 1792 Warszawa była zagrożona oblężeniem Rosjan, król przestał wierzyć, że zwycięstwo nad Rosjanami wobec ich przewagi liczebnej jest możliwe. Uznał, że poddanie się jest jedyną alternatywą dla totalnej klęski i masakry rewolucjonistów.
24 lipca 1792 król Stanisław August Poniatowski odstąpił od reformatorów i przyłączył się do konfederacji targowickiej. Polska armia uległa rozbiciu, a wielu reformatorów, uważając sprawę za przegraną, opuściło kraj, udając się na emigrację. Jednak król nie uratował Rzeczypospolitej. Ku zaskoczeniu targowiczan nastąpił w 1793 roku II rozbiór Polski, Rosja zagarnęła ok. 250 tys. km² a Prusy ok. 58 tys. Rzeczpospolita liczyła ok. 212 tys. km² i stała się małym państwem buforowym z marionetkowym królem i rosyjską armią.
Przez półtora roku polscy patrioci czekali na odpowiedni moment, jednocześnie przygotowując powstanie. 24 marca 1794 w Krakowie Tadeusz Kościuszko ogłosił powstanie, które później zostało nazwane insurekcją kościuszkowską. 7 maja wydał uniwersał połaniecki, który przyznawał wolność chłopom i ziemię, tym którzy będą walczyć w powstaniu.
Po kilku początkowych zwycięstwach – bitwa pod Racławicami (4 kwietnia) i zdobycie Warszawy (18 kwietnia) oraz Wilna (22 kwietnia) – powstanie otrzymało miażdżący cios – wojska Rosji, Austrii i Prus rozpoczęły interwencję zbrojną. Historycy uważają klęskę powstania za z góry przesądzoną, biorąc pod uwagę olbrzymią liczebną przewagę trzech potężnych najeźdźców. Porażka wojsk Kościuszki doprowadziła do ostatecznego, III rozbioru Polski w 1795.

## Znaczenie Konstytucji 3 maja dla Polski
Król Stanisław August opisał Konstytucję 3 Maja, według współczesnego mu zapisu, jako „opartą w głównej mierze na konstytucji Stanów Zjednoczonych, lecz bez błędów w niej zawartych, zaadaptowaną do warunków panujących w Polsce”. Rzeczywiście, w polskiej i amerykańskiej konstytucji widoczne są podobne wpływy oświeceniowe, jak np. myśl Monteskiusza o podziale i równowadze władzy pomiędzy organami – tak aby, według słów Konstytucji 3 Maja (art. V), „...całość państw, wolność obywatelska i porządek społeczności w równej wadze na zawsze zostały, trzy władze rząd narodu polskiego składać powinny i z woli prawa niniejszego na zawsze składać będą, to jest: władza prawodawcza w stanach zgromadzonych, władza najwyższa wykonawcza w królu i Straży i władza sądownicza w jurysdykcyjach na ten koniec ustanowionych lub ustanowić się mających...” – jak również idea powołania dwuizbowego parlamentu. Konstytucja przyznała władzę narodowi, aczkolwiek trudności budzi zdefiniowanie tego podmiotu. Ustrojodawcy zabrakło konsekwencji, przemyślanej koncepcji i ostatecznie nie był w stanie klarownie zdefiniować narodu, mimo iż często się do niego odwoływał. Naród należy definiować w kontekście konkretnego postanowienia Ustawy, gdyż w tekście aktu znajdują się trzy różne rozumienia narodu: 1. naród, jako wszyscy mieszkańcy państwa (wszyscy poddani), bez względu na przynależność stanową; 2. naród, jako naród polityczny – a więc konkretny stan, szlachta; 3. naród, jako zamożna część wszystkich mieszkańców państwa, która sprawuje władzę polityczną. W kontekście rozważań o suwerenie naród rozumieć trzeba właściwie jako szlachtę, i to „posesyjną”.
Konstytucja 3 Maja ujęta była w 11 artykułach. Wprowadzała prawo powszechnej niepodległości (dla szlachty i mieszczaństwa) oraz trójpodział władzy na ustawodawczą (dwuizbowy parlament), wykonawczą (król) i sądowniczą.
Konstytucja ograniczała nadmierne immunitety prawne i polityczne przywileje szlachty zagrodowej. Ograniczała również demokrację, pozbawiając część społeczeństwa (szlachtę gołotę, tzn. nieposiadającą dóbr ziemskich) praw politycznych. We wcześniejszym (18 kwietnia 1791) akcie prawnym „Miasta Nasze Królewskie wolne w państwach Rzeczypospolitej” prawa te nadano mieszczaństwu. W jego art. III zastrzeżono, że będzie on integralną częścią Konstytucji. Akt ten nadawał mieszczaństwu prawo do bezpieczeństwa osobistego (neminem captivabimus nisi iure victum), prawo do posiadania majątków ziemskich, prawo zajmowania stanowisk oficerskich i stanowisk w administracji państwowej, prawo nabywania szlachectwa. W akcie tym obejmowano pospólstwo opieką „prawa i administracji rządowej”. Był to pierwszy krok w kierunku zniesienia poddaństwa chłopów i nadania praw wyborczych tej największej, a zarazem najbardziej wyzyskiwanej klasie społecznej.
Konstytucja przewidywała zebrania sejmu zwyczajne – co dwa lata oraz nadzwyczajne w razie narodowej potrzeby. Izba niższa (Izba Poselska) składała się z 204 posłów oraz 24 przedstawicieli (plenipotentów) miast królewskich. Izba wyższa (Izba Senacka) składała się ze 132 członków: senatorów, wojewodów, kasztelanów, ministrów oraz biskupów.
Władza wykonawcza spoczywała w rękach rady królewskiej, która nosiła nazwę Straży Praw. Komisji przewodniczył król. Składała się z pięciu wskazanych przez niego ministrów: ministra policji, pieczęci (tzn. spraw wewnętrznych – pieczęć była tradycyjnym atrybutem wcześniejszych kanclerzy), ministra pieczęci spraw zagranicznych, ministra belli (ministra wojny), ministra skarbu. Ministrowie byli wybierani przez króla, ale odpowiadali przed sejmem. Oprócz ministrów w komisji znajdowali się również prymas (będący przewodniczącym Komisji Edukacji Narodowej) oraz (bez prawa głosu) – następca tronu, marszałek sejmu i dwóch sekretarzy. Rada ta wywodziła się z analogicznej funkcjonującej w poprzednich dwóch stuleciach sankcjonowanej przez Artykuły Henrykowskie (1573). Każdy akt prawny wydany przez króla wymagał kontrasygnaty jednego z ministrów. Zasada mówiąca, że król nic sam przez się nie czyniący, za nic w odpowiedzi narodowi być nie może jest analogiczna do brytyjskiej The King can do no wrong – król nie może czynić źle.
By wzmocnić jedność i bezpieczeństwo Rzeczypospolitej konstytucja zniosła Unię Polsko-Litewską na rzecz państwa unitarnego.
W konsekwencji konstytucja oraz akt Zaręczenie Wzajemne Obojga Narodów kładły kres istniejącej od 1569 r. unii realnej między Koroną Królestwa Polskiego i Wielkim Księstwem Litewskim, tworząc oficjalnie Rzeczpospolitą Polską. Na miejsce wolnej elekcji wprowadzono elekcję w ramach dynastii. Drugie postanowienie miało na celu zmniejszenie wpływu obcych mocarstw na wybór następcy tronu. Zgodnie z konstytucją po śmierci Stanisława Poniatowskiego tron miał się stać dziedziczny i zostać przekazany Fryderykowi Augustowi I z dynastii Wettynów, z której pochodzili dwaj poprzedni polscy królowie.
Konstytucja zniosła kilka instytucjonalnych źródeł słabości rządu i anarchii – m.in. liberum veto, konfederacje, skonfederowane sejmy oraz nadmierny wpływ sejmików ziemskich wynikający z wiążącej natury instrukcji nadawanych przedstawicielom do sejmu.
Konstytucja uznawała katolicyzm za religię panującą, jednocześnie zapewniając swobodę wyznania, choć apostazja, czyli odejście od katolicyzmu, było nadal przestępstwem. Liczebność armii miała wzrosnąć do 100 tys. żołnierzy. Wprowadzono stałe podatki – 10% dla szlachty, 20% dla duchowieństwa. Co 25 lat od uchwalenia Ustawy Rządowej zbierać się miał Sejm Konstytucyjny, w celu rozpatrzenia zmian w konstytucji.
Integralną częścią Konstytucji 3 maja była ustawa „Miasta Nasze Królewskie Wolne w Państwach Rzeczypospolitej” zatwierdzona 18 kwietnia 1791 (konstytucja, artykuł III) oraz „Prawo o sejmikach” zatwierdzone 24 marca tegoż roku. Niektórzy dodają do tej listy również „Deklarację Stanów Zgromadzonych” z 5 maja 1791 potwierdzającą ustawę rządową przyjętą dwa dni wcześniej oraz Zaręczenie Wzajemne Obojga Narodów z 22 października potwierdzające jedność i niepodzielność Korony Polskiej i Wielkiego Księstwa Litewskiego. Postanowienia ustawy rządowej były uszczegółowione przez liczne przepisy wykonawcze zatwierdzone między majem a czerwcem 1791 a dotyczące sejmów i sądów sejmowych (dwie ustawy z 13 maja), Straży (Praw) <?>(1 czerwca), Narodowej Komisji Policji (tj. ministerstwo) (17 czerwca) oraz administracji cywilnej (24 czerwca).
Konstytucja 3 maja pozostała do końca dziełem nieukończonym. Jej współautor Hugo Kołłątaj ogłosił trwanie prac nad ekonomiczną konstytucją zapewniającą wszystkim prawo własności oraz zapewniające ochronę i godność każdej pracy. Trzecim dokumentem, którym zajmował się Kołłątaj była „konstytucja moralna”, zapewne polski odpowiednik amerykańskiej Karty Praw oraz francuskiej Deklaracji Praw Człowieka i Obywatela.
Konstytucja została formalnie wpisana do akt grodzkich Warszawy 5 maja 1791 i od tego momentu faktycznie weszła w życie. Została obalona przez konfederację targowicką popieraną przez Rosję, w wyniku interwencji wojsk rosyjskich w czasie wojny polsko-rosyjskiej w 1792 roku.

## Dziedzictwo
Mimo rozbiorów pamięć o drugiej w dziejach świata spisanej konstytucji narodowej (uznawanej przez politologów za bardzo postępowy jak na swoje czasy dokument) przez kolejne pokolenia pomagała podtrzymywać polskie dążenia do niepodległości i stworzenia sprawiedliwego społeczeństwa. W Polsce uznaje się ją za ukoronowanie wszystkiego, co dobre i oświecone w polskiej historii i kulturze. Od czasu odzyskania niepodległości w 1918 roku, Święto Konstytucji 3 maja było obchodzone jako najważniejsze święto państwowe.
Przed uchwaleniem Konstytucji Trzeciego Maja, termin konstytucja służył na określenie wszelkich ustaw uchwalanych na Sejmie. Dopiero po 3 maja 1791 pojęcie konstytucja nabrało swojego nowoczesnego znaczenia, określając podstawowy akt prawny, ustawę zasadniczą.
Sama koncepcja kodyfikacji narodowej konstytucji stanowiła rewolucję w dziejach systemów politycznych. Pierwszą taką konstytucją była Konstytucja Stanów Zjednoczonych, napisana w 1787 roku, która weszła w życie w roku 1789. Drugą była ustawa zasadnicza Rzeczypospolitej Obojga Narodów, przyjęta 3 maja 1791 roku. Choć geograficznie odległe od siebie, Polska i Stany Zjednoczone okazały się podobne w tym, jak kształtowały systemy polityczne. W odróżnieniu od wielkich monarchii absolutnych, oba kraje wykazały się w znaczącym stopniu demokracją. Królowie Rzeczypospolitej Obojga Narodów byli monarchami elekcyjnymi, a Sejm posiadał szeroką władzę ustawodawczą. Na mocy Konstytucji Trzeciego Maja, Polska przyznawała przywileje polityczne mieszczanom i szlachcie, co razem dawało około 10 procent populacji kraju. Taki udział procentowy odpowiadał mniej więcej dostępowi do praw politycznych w ówczesnej Ameryce, gdzie prawa obywatelskie przysługiwały wyłącznie mężczyznom będącym właścicielami ziemskimi.
Porażka polskich liberałów jedynie na pewien czas odwlekła demokratyczne przemiany. Ekspansja demokracji zwolniła swoje tempo w efekcie unicestwienia państwa polskiego, ale w Ameryce udało się ustanowić system demokratyczny. Ruchy demokratyczne już wkrótce zaczęły podważać monarchie absolutne w Europie. Konstytucję Trzeciego Maja przetłumaczono (w skróconej wersji) na francuski, niemiecki i angielski. Uczestnicy rewolucji francuskiej wznosili toasty za króla Stanisława Augusta i majową konstytucję. Czynili to nie tylko ze względu na postępowy charakter polskiej ustawy zasadniczej, lecz i dlatego, że wojna polsko-rosyjska 1792 i Insurekcja kościuszkowska związały znaczne siły rosyjskie i pruskie, dzięki czemu nie mogły zostać one użyte do zdławienia rewolucyjnej Francji.
Thomas Paine uznawał Konstytucję Trzeciego Maja za wielki przełom. Edmund Burke opisywał ją jako „najszlachetniejsze dobro otrzymane kiedykolwiek przez jakikolwiek naród…”. A o Stanisławie Auguście pisał: „Stanisław II zasłużył na miejsce pośród największych królów i mężów stanu w dziejach”. W końcu okazało się, że „konserwatyści” zdołali zatrzymać pochód demokracji w Europie o nieco ponad stulecie – po I wojnie światowej większość monarchii europejskich została zastąpiona przez państwa demokratyczne. Należała do nich wskrzeszona II Rzeczpospolita Polska.
Konstytucja Trzeciego Maja miała w II Rzeczypospolitej również swoich przeciwników. Wysuwano zarzuty, że była ona przyczyną upadku I Rzeczypospolitej.

## Rękopisy i pierwsze publikacje Konstytucji 3 maja
W Archiwum Głównym Akt Dawnych przechowywane są trzy oryginalne rękopisy Konstytucji 3 maja. Rękopisy Konstytucji nie stanowią wyodrębnionej pozycji (osobnej książki), lecz wchodzą w skład obszernych ksiąg zawierających zestawy dokumentów z tamtej epoki (np. księga Metryki Litewskiej, w której zawarta jest Konstytucja liczy 722 strony, przy czym zapis Konstytucji zawarty jest na jej 8 stronach: od 75 do 82).
Rękopisy Konstytucji 3 maja zawarte są w:
- księdze Metryki Litewskiej – rękopis spisany na kartach o wymiarach 40 × 25 cm, zaopatrzony jest w podpisy marszałków i członków deputacji konstytucyjnej. Egzemplarz przechowywany był najprawdopodobniej w Bibliotece Królewskiej
- księdze Archiwum Publicznego Potockich – rękopis spisany na kartach o wymiarach 40 × 25 cm, zaopatrzony jest w podpisy marszałków i członków deputacji konstytucyjnej. Egzemplarz przechowywany był przez członków rodziny Potockich
- księdze Archiwum Sejmu Czteroletniego – rękopis spisany na kartach o wymiarach 23,5 × 39 cm, zaopatrzony jest w podpisy marszałków. Egzemplarz przechowywany był przez sekretarzy sejmowych.

W przeciągu jednego roku od uchwalenia, Konstytucja 3 maja została wydana w Polsce czternaście razy, w łącznej ilości 20-30 tysięcy egzemplarzy. Przedruki ukazywały się także w gazetach (np. w „Gazecie Narodowej i Obcej”).
Informacje o uchwaleniu Konstytucji szybko zaczęły się ukazywać w prasie europejskiej. Już 15 maja 1791 wzmianka o tym wydarzeniu ukazała się w „Gazecie Lejdejskiej”. 20 maja informacje na ten temat podały: „The Times” oraz „The Morning Chronicle”. W czerwcu 1791 w trzech brytyjskich gazetach ukazał się przetłumaczony tekst Konstytucji 3 maja.

## Święto Konstytucji 3 maja

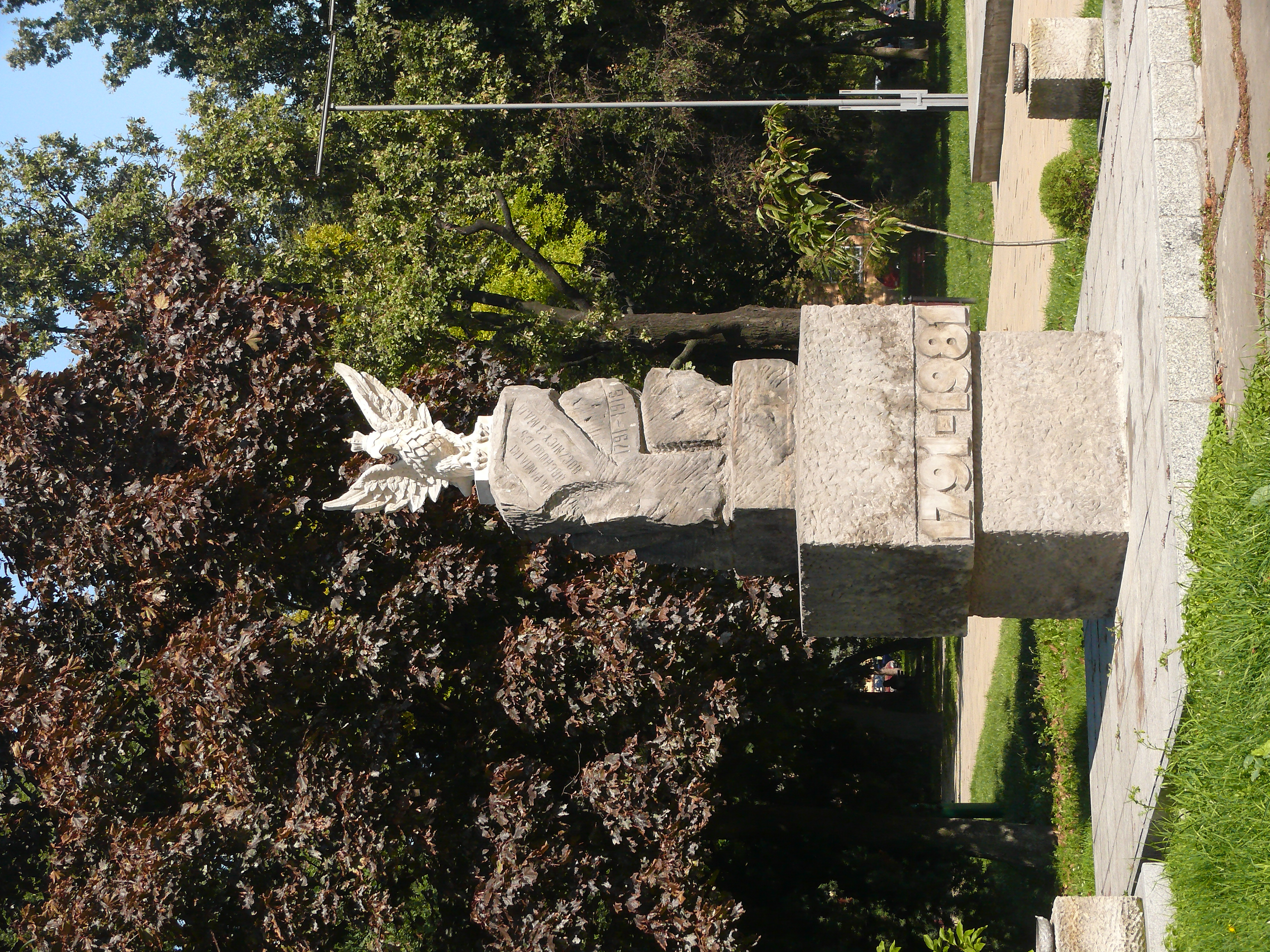
Pomnik ku czci uchwalenia konstytucji

Dzień 3 maja 1791 roku został uznany Świętem Konstytucji 3 Maja. Obchody tego święta były zakazane podczas rozbiorów, a ponownie jego obchodzenie zostało wznowione w II Rzeczypospolitej w kwietniu 1919 roku. Święto Konstytucji 3 Maja zostało zdelegalizowane przez hitlerowców i sowietów podczas okupacji Polski w czasie II wojny światowej, a po antykomunistycznych demonstracjach w 1946 r. nie było obchodzone w Polsce, zastąpione obchodami Święta 1 Maja. W styczniu 1951 r. święto 3 maja zostało oficjalnie zdelegalizowane przez władze komunistyczne. W roku 1981 ponownie władze świętowały uchwalenie majowej konstytucji. Do roku 1989 w tym dniu często dochodziło w Polsce do protestów i demonstracji antyrządowych i antykomunistycznych. Po zmianie ustroju, od kwietnia 1990 r. Święto Konstytucji 3 Maja należy do uroczyście obchodzonych polskich świąt. W roku 2007 po raz pierwszy na Litwie obchodzono święto Konstytucji 3 maja.

## Pozostałe informacje
- Rękopis Konstytucji 3 maja jest przechowywany w Archiwum Głównym Akt Dawnych w Warszawie[31].
- Paryska edycja tekstu Konstytucji 3 maja w tłumaczeniu na język francuski pochodząca z roku 1791 znajduje się od 2012 roku w zbiorach Biblioteki Narodowej[32].
- Uchwałą Sejmu RP IX kadencji z 27 listopada 2020 zdecydowano o ustanowieniu roku 2021 Rokiem Konstytucji 3 Maja[33].

## Posłuchaj wersji audio

### Z podziałem na rozdziały
- W przypadku problemów z odtwarzaniem zobacz instrukcję obsługi